# Касего-Вила (Ла Специја)
Касего-Вила је насеље у Италији у округу Ла Специја, региону Лигурија.
Према процени из 2011. у насељу је живело 10 становника. Насеље се налази на надморској висини од 693 м.